# Angaeus pudicus
Angaeus pudicus là một loài nhện trong họ Thomisidae.
Loài này thuộc chi Angaeus. Angaeus pudicus được Tord Tamerlan Teodor Thorell miêu tả năm 1881.